# Megoura litoralis
Megoura litoralis är en insektsart som beskrevs av F.P. Müller 1952. Megoura litoralis ingår i släktet Megoura och familjen långrörsbladlöss. Arten är reproducerande i Sverige. Inga underarter finns listade i Catalogue of Life.